# Баранов, Валерий Степанович
Баранов Валерий Степанович (род. 1949, Кривой Рог, Днепропетровская область) — советский металлург. Заслуженный металлург УССР (1987), лауреат Государственной премии УССР в области науки и техники (1986).

## Биография
Родился в 1949 году в городе Кривой Рог Днепропетровской области.
Получил среднее образование. С 1970 года — вальцовщик, старший вальцовщик прокатного стана сортопрокатного цеха № 2 (СПЦ-2) металлургического комбината «Криворожсталь» (Кривой Рог).
Новатор производства, ударник пятилеток, победитель соцсоревнований.

## Награды
- Государственная премия УССР в области науки и техники (5 декабря 1986) — за исследования, разработку конструкции и освоение высокопроизводительной промышленной технологии прокатки эффективных арматурных профилей малых сечений, которые обеспечили снижение расхода металла в строительстве[2];
- Заслуженный металлург УССР (1987);
- Орден Трудовой Славы 3-й степени;
- Грамота Президиума Верховного Совета УССР.